# Serie A 1973-1974 (pallavolo femminile)
La Serie A femminile FIPAV 1973-74 fu la 29ª edizione del principale torneo pallavolistico italiano femminile organizzato dalla FIPAV.
Il titolo fu conquistato dalla neopromossa Valdagna Scandicci. La Famosa Città di Castello era stata ripescata all'inizio della stagione per la mancata iscrizione della Fini Modena campione uscente.

## Classifica
| Pos. | Squadra                  | Pt | G  | V  | P  | SV | SP |
| ---- | ------------------------ | -- | -- | -- | -- | -- | -- |
| 1.   | Valdagna Scandicci       | 34 | 18 | 17 | 1  | 51 | 9  |
| 2.   | Orlandini Reggio Emilia  | 30 | 18 | 15 | 3  | 47 | 19 |
| 3.   | CUS Parma                | 26 | 18 | 13 | 5  | 41 | 21 |
| 4.   | Metauro Fano             | 24 | 18 | 12 | 6  | 44 | 26 |
| 5.   | CCS Cogne                | 16 | 18 | 8  | 10 | 30 | 33 |
| 6.   | Coma Modena              | 16 | 18 | 8  | 10 | 29 | 35 |
| 7.   | Casagrande Sacile        | 16 | 18 | 8  | 10 | 27 | 36 |
| 8.   | Presolana Bergamo        | 12 | 18 | 6  | 12 | 24 | 41 |
| 9.   | Trilì Reggio Emilia      | 4  | 18 | 2  | 16 | 13 | 48 |
| 10.  | Famosa Città di Castello | 2  | 18 | 1  | 17 | 15 | 53 |

| Campione d'Italia | Retrocessa in Serie B |

## Risultati

### Tabellone
|                        | Bergamo | Città di Castello | Cogne | Fano | Modena | Parma | Reggio Emilia Arbor | Reggio Emilia La Torre | Sacile | Scandicci |
| ---------------------- | ------- | ----------------- | ----- | ---- | ------ | ----- | ------------------- | ---------------------- | ------ | --------- |
| Bergamo                | XXX     | 3-0               | 1-3   | 0-3  | 1-3    | 1-3   | 3-2                 | 0-3                    | 3-0    | 1-3       |
| Città di Castello      | 2-3     | XXX               | 1-3   | 2-3  | 1-3    | 0-3   | 3-2                 | 1-3                    | 2-3    | 1-3       |
| Cogne                  | 3-0     | 3-0               | XXX   | 2-3  | 1-3    | 0-3   | 3-0                 | 1-3                    | 3-0    | 0-3       |
| Fano                   | 3-0     | 3-0               | 3-0   | XXX  | 3-1    | 2-3   | 3-1                 | 3-1                    | 3-1    | 2-3       |
| Modena                 | 1-3     | 3-0               | 1-3   | 3-2  | XXX    | 3-0   | 3-0                 | 0-3                    | 1-3    | 0-3       |
| Parma                  | 3-0     | 3-0               | 3-1   | 3-1  | 3-0    | XXX   | 3-0                 | 3-1                    | 3-0    | 1-3       |
| Reggio Emilia Arbor    | 0-3     | 3-0               | 0-3   | 0-3  | 0-3    | 0-3   | XXX                 | 0-3                    | 3-0    | 0-3       |
| Reggio Emilia La Torre | 3-1     | 3-0               | 3-1   | 3-1  | 3-1    | 3-0   | 3-2                 | XXX                    | 3-2    | 3-0       |
| Sacile                 | 3-1     | 3-1               | 3-0   | 0-3  | 3-0    | 3-1   | 3-0                 | 0-3                    | XXX    | 0-3       |
| Scandicci              | 3-0     | 3-1               | 3-0   | 3-0  | 3-0    | 3-0   | 3-0                 | 3-0                    | 3-0    | XXX       |

## Fonti
- Filippo Grassia e Claudio Palmigiano (a cura di). Almanacco illustrato del volley 1987. Modena, Panini, 1986.
- LegaVolley.it.